# Région 1 (Territoires du Nord-Ouest)
Pour les articles homonymes, voir Région 1.
La région 1 est une division de recensement (en) canadienne des Territoires du Nord-Ouest.